# Оліверо Магда
Магда Оліверо (італ. Magda Olivero, Марія Маддалена Оліверо, італ. Maria Maddalena Olivero); 25 березня 1910, Салуццо — 8 вересня 2014, Мілан) — італійська оперна співачка, сопрано. Вважається однією з найкращих виконавиць веристських ролей, відома як співачка з найтривалішою кар'єрою.

## Біографія
Магда Оліверо народилася 25 березня 1910 (1912) року в родині судді. Почала вчитися грі на фортепіано в шестирічному віці, з дитинства володіла сильним, але необробленим голосом. У 13 років вступила до консерваторії, продовжувала займатися фортепіано і композицією, безуспішно пробувалася як вокалістка. Зустріч з професором Луїджі Джеруссі зіграла вирішальну роль в становленні співачки. Акторську освіту Оліверо отримала в Міланській Академії сценічного мистецтва, клас Дори Сетті.
Дебютувала в театрі Ла Скала в 1933 році з другорядною роллю Анни в опері Набукко Джузеппе Верді.
Оліверо з успіхом дебютувала в 1933 році в театрі Вітторіо Еммануеле в Турині з партією Лауретти ( « Джанні Скіккі » Дж. Пуччіні ) та в тому ж році виступила в Ла Скала. У 1935 році заспівала Джильду («Ріголетто» Дж. Верді ) і за порадою Тулліо Серафіна почала готувати репертуар лірико-колоратурного сопрано і стала однією з найкращих Віолетт («Травіата» Дж. Верді) XX століття. Згодом Оліверо частіше виконувала ролі для міцного сопрано (Манон Леско, Ельза в «Лоенгріні»).
У 1938 році виконала партію Марчелли в однойменній опері «Марчелла» з тенором Тіто Скіпа в постановці Франко Капуано.
У 1941 році співачка вийшла заміж і покинула сцену на десять років. Сценічну кар'єру Оліверо відновила за порадою Ф. Чілеа в його опері «Адрієнна Лекуврер». Композитор вважав Магду Оліверо найкращою виконавицею партії Адрієнни, бо, за його словами, їй «вдалося висловити щось більше, ніж те, що написано в нотах».
Після повернення на сцену в репертуарі співачки стали переважати партії в веристських операх. Оліверо була неперевершеною виконавицею партій Ірис («Ірис» П. Масканьї), Федори («Федора» У. Джордано), Мімі («Богема» Дж. Пуччіні), Манон Леско («Манон Леско » Дж. Пуччіні), Тоски («Тоска» Дж. Пуччіні), Мадам Батерфляй («Мадам Батерфляй» Дж. Пуччіні), Мінні («Дівчина з Заходу» Дж. Пуччіні), Жоржетти («Плащ» Дж. Пуччіні), Лю («Турандот» Дж. Пуччіні), Валлі («Валлі» А. Каталані), Катюші Маслової («Воскресіння» Ф. Альфано), Франчески да Ріміні («Франческа да Ріміні» Р. Дзандонаі), Матерії Марії («Діалоги кармеліток» Ф. Пуленка). Магда Оліверо брала участь у світових прем'єрах опер Росселіні, Джентілуччі, Тесті та Маліпьєро. Критикою відзначені були ролі в «Медіум» Дж. Менотті, «Єнуфа» Л. Яначека. При цьому співачка продовжувала сяяти в «Травіаті» і «Манон Леско».
Магда Оліверо виступала в основному в театрах Італії, виходила на сцену в Парижі, Лондоні, Глайндборне, Відні, Амстердамі, Ріо-де-Жанейро. Американський дебют відбувся 1967 року: співачка заспівала Медею («Медея» Л. Керубіні ) в Далласі. У 1971 році з великим успіхом виступила в «Філармонік Холл» в Нью-Йорку, і лише в 1975 році 65-річна дебютувала в «Метрополітен-опера» з партією Тоски, яку згодом неодноразово виконувала в США з великим успіхом. Репертуар співачки включав 82 ролі в операх, всі вони були виконані на театральній сцені.
В оперному спектаклі Оліверо в останній раз вийшла на сцену в Вероні в березні 1981 року в моноопері «Людський голос» Ф. Пуленка. Після смерті чоловіка в 1981 році Магда Оліверо перестала виступати в опері, але продовжувала концертну діяльність і записи фрагментів опер. Останнім публічним виступом Оліверо було виконання монологу Франчески да Ріміні Paolo datemi pace в Палаццо Кузані в Мілані, співачці було 99 років. Столітній ювілей Магди Оліверо відзначали на Canale 5 і в Театр Реджіо. Магда Оліверо померла у віці 104 років в міланській лікарні.

## Дискографія
Більшість записів за участю Магди Оліверо зроблені під час живого виконання вистав. Існує лише кілька студійних записів:
- Дж. Пуччіні, «Турандот»: Д. Чінья, Ф. Мерлі; дир. Ф. І Гіоне - Cetra Records, 1938;
- У. Джордано, «Федора»: М. дель Монако, Т. Гоббі; дир. Л. Гарделлі - Decca, 1969;
- Р. Дзандонаі, «Франческа да Ріміні» (фрагменти): М. дель Монако; дир. Н. Решініо - Decca, 1969;
- Ф. Чілєа, «Адрієна Лекуврер» (фрагменти, фортепіано): М. Моретто - Bongiovanni, 1993;
- партія Катюші Маслової у «Воскресінні» Альфано (дир. Е. Бонкомпаньі, Lyric);
- Адрієна Лекуврер (дир. М. Россі, Melodram)[10].

- П. Масканьи, «Ирис» — Амстердам, 1963
- Ф. Чилеа, «Адриана Лекуврёр» — Неаполь, 1963
- А. Бойто, «Мефистофель» — Рио-де-Жанейро, 1964
- Дж. Пуччини, «Тоска» — Рио-де-Жанейро, 1964
- Дж. Пуччини, «Манон Леско» — Амстердам, 1964
- Ф. Чилеа, «Адриана Лекуврёр» — Милан, 1965
- Ф. Чилеа, «Адриана Лекуврёр» — Амстердам, 1965
- Дж. Пуччини, «Девушка с Запада» — Триест, 1965
- Дж. Пуччини, «Девушка с Запада» — Турин, 1966
- Дж. Пуччини, «Девушка с Запада» — Венеция, 1967
- Л.Керубини, «Медея» — Даллас, 1967
- У. Джордано, «Федора» — Лукка, 1969
- Э. Вольф-Феррари, «Четыре самодура» — Турин, 1969
- Дж. Пуччини, «Плащ» — Флоренция, 1970
- Дж. Пуччини, «Манон Леско» — Верона, 1970
- Ф. Альфано, «Воскресение» — RAI, Турин, 1971
- Л.Керубини, «Медея» — Мантуя, 1971
- А. Бойто, «Мефистофель» — Мачерата, 1972
- Дж. Пуччини, «Манон Леско» — Каракас, 1972
- А. Каталани, «Валли» — Бергамо, 1972
- Дж. Пуччини, «Тоска» — Фаэнца, 1972
- Ф. Чилеа, «Адриана Лекуврёр» — Ньюарк, 1973
- Л. Яначек, «Енуфа» — Ла Скала, 1974
- Дж. Пуччини, «Тоска» — Метрополитен-опера, 1975
- Дж. Пуччини, «Тоска» — Генуя, 1975
- Н. Рота, «Шляпка из флорентийской соломки» — Брюссель, 1976
- Г. фон Эйнем, «Визит старой дамы» — Неаполь, 1977
- Дж. Пуччини, «Тоска» — Даллас, 1979

## Нагороди
- Командор ордена «За заслуги перед Італійською Республікою» (1991).
- Почесний громадянин Пальмі (1994), Реджо-нель-Емілія, Салуццо.
- Лауреат Premio del Presidente della Repubblica (2008).